# Auronzo di Cadore
Auronzo di Cadore é uma comuna italiana da região do Vêneto, província de Belluno, com cerca de 3 611 habitantes. Estende-se por uma área de 220 km², tendo uma densidade populacional de 16 hab/km². Faz fronteira com Calalzo di Cadore, Comelico Superiore, Cortina d'Ampezzo, Danta di Cadore, Dobbiaco (BZ), Domegge di Cadore, Lozzo di Cadore, San Vito di Cadore, Santo Stefano di Cadore, Sesto (BZ), Vigo di Cadore.

## Demografia
| Variação demográfica do município entre 1861 e 2011                               |
|                                                                                   |
| Fonte: Istituto Nazionale di Statistica (ISTAT) - Elaboração gráfica da Wikipedia |